# 옹천옥
주디 온그(Judy Ongg, 1950년 1월 24일 ~ )는 일본의 가수, 배우, 예술가, 아역 배우, 판화가, 영화배우, 작가, 텔레비전 배우이다.
대만 타이베이시에서 태어났다. 1961년 미일 합작 영화 <쓰나미>로 영화 데뷔를 하였다. 1972년 중일공동성명을 계기로 일본에 귀화하였다. 1979년 밀리언셀러 〈매료되어〉(魅せられて)로 일본 레코드 대상을 수상하였다.

## 방송
- 쩐의 전쟁

## 영화
- 아메리칸 패스타임 (2007년)
- 중매결혼 (2000년) - 사쿠라바 요코 역
- 뱀파이어 헌터 D (2000년) - 일본어 더빙 역
- 필로우 북 (1996년) - 어머니 역
- 기묘한 이야기 - 1990~92년 시리즈 (1990년)
- 촉산 (1983년)
- 하늘을 나는 유령선 (1969년)
- 싸이보그 009 (1966년)